# National Provincial Championship Division 2 1989
La National Provincial Championship Division 2 1989 fue la decimocuarta edición de la segunda división del principal torneo de rugby de Nueva Zelanda.

## Sistema de disputa
El torneo se disputa en formato todos contra todos a una sola ronda, el equipo que logra el mayor puntaje al finalizar el torneo se corona campeón y asciende a la Primera División, mientras que el último clasificado desciende directamente a la Tercera División.

## Campeonato
Tabla de posiciones
| Pos. | Equipo         | Encuentros | Encuentros | Encuentros | Encuentros | Tantos | Tantos | Tantos | PB | PB | Puntos |
| Pos. | Equipo         | PJ         | PG         | PE         | PP         | F      | C      | Dif    | BO | BD | Puntos |
| ---- | -------------- | ---------- | ---------- | ---------- | ---------- | ------ | ------ | ------ | -- | -- | ------ |
| 1.º  | Southland      | 7          | 6          | 0          | 1          | 195    | 80     | +115   | 0  | 1  | 25     |
| 2.º  | Manawatu       | 7          | 6          | 0          | 1          | 220    | 65     | +155   | 0  | 1  | 25     |
| 3.º  | King Country   | 7          | 5          | 0          | 2          | 137    | 108    | +31    | 0  | 2  | 22     |
| 4.º  | Marlborough    | 7          | 4          | 0          | 3          | 109    | 146    | -37    | 0  | 1  | 17     |
| 5.º  | Wairarapa Bush | 7          | 3          | 0          | 4          | 99     | 132    | -33    | 0  | 1  | 13     |
| 6.º  | Poverty Bay    | 7          | 2          | 0          | 5          | 87     | 151    | -64    | 0  | 2  | 9      |
| 7.º  | Mid Canterbury | 7          | 1          | 1          | 5          | 94     | 199    | -105   | 0  | 1  | 7      |
| 8.º  | Thames Valley  | 7          | 0          | 1          | 6          | 63     | 123    | -60    | 0  | 3  | 5      |

|  | Campeón.                      |
|  | Desciende a Tercera División. |

| Bandera de Nueva Zelanda |
| Campeón Southland        |
| Segundo título           |